# Katharina Wiedenhofer
Katharina Wiedenhofer (* 18. Mai 1985 in Freibung im Breisgau) ist eine deutsche Tänzerin und Choreografin, die interdisziplinäre Bühnenarbeiten im zeitgenössischen Tanz, Theater und Oper schafft.

## Leben und Ausbildung
Katharina Wiedenhofer begann 2001 im Alter von 16 Jahren ihr Tanzstudium an der Hochschule für Musik und Darstellende Kunst Frankfurt am Main, das sie 2006 mit einem Diplom in klassischem und zeitgenössischem Tanz abschloss.
Sie arbeitete mit Choreografen und Regisseuren wie Dieter Heitkamp, Marco Santi, Toula Limnaios, Marc Spradling, Jean Renshaw, Éric Trottier, Marie-Luise Thiele, Brigitte Fassbaender, Katharina Thoma und William Forsythe zusammen.
Wiedenhofer war als Tänzerin und Choreografin an verschiedenen Theatern tätig, darunter das Schauspiel Frankfurt, die Volksbühne Berlin, das Stadttheater Fürth und die Oper Frankfurt. An der Oper Frankfurt choreografierte sie Produktionen wie Die Banditen von Jacques Offenbach, Parsifal von Richard Wagner und war als Tänzerin in Capriccio von Richard Strauss zu sehen.
Sie entwickelte eigene Produktionen wie Die große Wörterfabrik am Theater Überzwerg in Saarbrücken und Geheimlich für Hennermanns Horde. Zudem choreografierte sie für Institutionen wie das TheaterGrueneSosse, Kortmann & Konsorten, das Theaterhaus Frankfurt, die Kleine Oper Bad Homburg und Barock am Main.
Seit 2024 ist sie als Lehrbeauftragte an der Hochschule für Musik und Darstellende Kunst im Bereich Tanz tätig.
Ihre Eltern sind die Mezzospranistin Hedwig Fassbender und der Bass/Bariton und Regisseur Thomas Wiedenhofer. Sie hat eine Schwester, die Theaterschauspielerin Magdalena Wiedenhofer.

## Historie: Tanz, Theater, Choreografie
| Jahr | Funktion                                 | Produktion                                         | Choreografie/Regie                                    | Spielort                                  |
| ---- | ---------------------------------------- | -------------------------------------------------- | ----------------------------------------------------- | ----------------------------------------- |
| 2006 | Tänzerin                                 | Gier                                               | Wanda Golonka                                         | Schauspielhaus Frankfurt                  |
| 2006 | Tänzerin                                 | Human Writes                                       | Wiliam Forsythe und Thomas Kendall                    | Bockenheimer Depot                        |
| 2007 | Tänzerin                                 | PET_1 Tanzlabor 21                                 | Nick Haffner                                          | Künstlerhaus Mousonturm                   |
| 2007 | Tänzerin                                 | Lecture Performance „HautSache Bewegung“           | Dieter Heitkamp                                       | Künstlerhaus Mousonturm                   |
| 2007 | Tänzerin                                 | Mayim Mayim                                        | Jutta Czurda                                          | Stadttheater Fürth                        |
| 2007 | Tänzerin                                 | Tanz ins Alter                                     | Katharina Wiedenhofer und Victoria Söntgen            | Altersheime                               |
| 2008 | Tänzerin                                 | Weil Erde in meinem Körper war                     | Wanda Golonka                                         | Schauspielhaus Frankfurt                  |
| 2008 | Tänzerin                                 | Des Kaisers neue Kleider                           | Jean Renshaw                                          | Stadttheater Fürth                        |
| 2009 | Tänzerin und Choreografin                | Die sieben Todsünden“ und „Der Kaiser von Atlantis | Felix Eckerle/Johannes Conen                          | Stadttheater Fürth                        |
| 2009 | Tänzerin und Choreographin               | Acis und Galatea                                   | Nilufar Katharina Münzing                             | Stadttheater Fürth                        |
| 2009 | Choreografische Assistentin und Tänzerin | Die Stunde da wir nichts von einander wussten      | Wanda Golonka                                         | Schauspielhaus Frankfurt                  |
| 2010 | Tänzerin                                 | Risiko                                             | Luches Huddleston Jr                                  | Nationaltheater Mannheim/Schnawwl         |
| 2010 | Tänzerin                                 | My Road Movies                                     | Iris Tenge                                            | Felina Theater in Mannheim                |
| 2010 | Tänzerin                                 | Phi                                                | Mario Jaillet Heinemann                               | Felina Theater in Mannheim                |
| 2010 | Tänzerin                                 | Sonata Vertigo                                     | Iris Tenge                                            | Felina Theater in Mannheim                |
| 2010 | Tänzerin                                 | Rrungs                                             | Wanda Golonka                                         | Volksbühne Berlin                         |
| 2011 | Tänzerin                                 | Modern Times                                       | Jean Renshaw                                          | Stadttheater Fürth                        |
| 2011 | Tänzerin                                 | Salomé                                             | Nils Erik Cooper                                      | Kloster Eberbach                          |
| 2011 | Tänzerin                                 | Elephant Walk                                      | Célestine Hennermann                                  | Künstlerhaus Mousonturm                   |
| 2012 | Choreografin                             | Company                                            | Roland Hüve, Katharina Wiedenhofer                    | Stadttheater Bielefeld                    |
| 2012 | Tänzerin und Choreografin                | Steinbruch Opera                                   | Regier: Thomas Wiedenhofer                            | Steinruch Kandern                         |
| 2012 | Choreografin                             | Das verfluchte Hier                                | Regie: Martina Droste                                 | Schauspielhaus Frankfurt                  |
| 2013 | Tänzerin                                 | Currentcies And Collectives                        | Richard Siegal                                        | LAB Frankfurt am Main                     |
| 2013 | Tänzerin                                 | miniMAX                                            | Célestine Hennermann                                  | Theaterhaus Frankfurt                     |
| 2013 | Tänzerin                                 | Chaos                                              | Èric Trottier                                         | Kulturforum Fürth                         |
| 2014 | Künstlerischer Coach                     | Unart                                              |                                                       | Kammerspielen Frankfurt am Main           |
| 2014 | Tänzerin                                 | Inseln                                             | Èric Trottier                                         | Felina Theater Mannheim                   |
| 2014 | Tänzerin                                 | Vertigo                                            | Èric Trottier                                         | Kulturforum Fürth                         |
| 2014 | Choreografin                             | King Kong                                          | Mascha Pitz                                           | Burgfestspiele Bad Vilbel                 |
| 2014 | Tänzerin und Choreografin                | Der Bürger als Edelmann                            | Regie: Sarah Gross                                    | Bolongaropalast in Höchst                 |
| 2014 | Choreografin                             | Steinbruch Opera II                                | Regie: Thomas Wiedenhofer                             | Steinbruch Kandern                        |
| 2014 | Tänzerin                                 | Moira                                              | Èric Trottier                                         | Kulturforum Fürth                         |
| 2015 | Tänzerin                                 | Trilogie                                           | Èric Trottier                                         | Felina Theater Mannheim                   |
| 2015 | Tänzerin                                 | EGO                                                | Èric Trottier                                         | urley Barracks Mannheim                   |
| 2015 | Tänzerin                                 | Mannheimfication                                   | Èric Trottier                                         | Nationaltheater Mannheim/Schnawwl         |
| 2016 | Tänzerin                                 | Rock wie Hose                                      | Regie: Célestine Hennermann                           | Theaterhaus Frankfurt                     |
| 2016 | Tänzerin                                 | r u extreme right                                  | Èric Trottier                                         | Felina Theater Mannheim                   |
| 2016 | Choreografin                             | Neid                                               | Regie: Detlef Köhler                                  | Theater Grüne Sosse in Frankfurt am Main  |
| 2016 | Choreografin                             | Der Herr von Wutzebach                             | Regie: Sarah Gross                                    | Bolongaropalast in Höchst                 |
| 2017 | Choreografin                             | Allah liebt man(n)                                 | Regie: Hadi Khanjanpour                               | Titania Theater in Frankfurt am Main      |
| 2017 | Choreografin                             | Zertrennt                                          | Regie: Detlef Köhler und Christiane Alfers            | Theater Grüne Sosse in Frankfurt am Main  |
| 2017 | Choreografin                             | Riot Mumsss                                        | Regie: Ute Bansemir                                   | Titania Theater in Frankfurt am Main      |
| 2017 | Tänzerin                                 | Monnem Bike - Die Show                             | Victoria Söntgen                                      | Schloss in Mannheim                       |
| 2018 | Tänzerin und Choreografin                | Capriccio                                          | Regie: Hedwig Fassbaender                             | Oper Frankfurt                            |
| 2018 | Choreografin                             | Super?!                                            | Regie: Detlef Köhler und Christiane Alfers            | Theater Grüne Sosse in Frankfurt am Main  |
| 2018 | Tänzerin und Choreografin                | Wolli und das Knäuel                               | Regie: Roman Kurtz                                    | Stadttheater Giessen                      |
| 2018 | Tänzerin                                 | Ver_Gehen                                          | Marie Luise Thiele                                    | Titania Theater in Frankfurt am Main      |
| 2018 | Choreografin                             | Spassverderberinnen                                |                                                       | Titania Theater in Frankfurt am Main      |
| 2018 | Choreografin                             | Pionocchio                                         | Regie: Sabine Fischmann                               | Kurtheater Bad Homburg                    |
| 2018 | Choreografin                             | Biedermann                                         | Regie: Linus König                                    | Landungsbrücken Frankfurt am Main         |
| 2018 | Tänzerin und Choreografin                | AntiZombiMaschine                                  | Regie: Ian Händschke                                  | Merianschule in Frankfurt am Main         |
| 2018 | Choreografin                             | Hautnah                                            | Regie: Sarah Kortmann                                 | Landungsbrücken Frankfurt am Main         |
| 2018 | Choreografin                             | Ritter Rost                                        | Regie: Michaela Conrad                                | Landungsbrücken Frankfurt am Main         |
| 2019 | Choreografin                             | Sagt der Walfisch zum Tunfisch                     | Regie: Ute Bansemir                                   | Titania Theater in Frankfurt am Main      |
| 2019 | Choreografin                             | Schulfrei                                          | Regie: Detlef Köhler und Marina Andrée                | Theater Grüne Sosse in Frankfurt am Main  |
| 2019 | Tänzerin und Choreografin                | KunstReGen                                         | Regie: Célestine Hennermann                           | Titania Theater in Frankfurt am Main      |
| 2019 | Tänzerin und Choreografin                | Wonderland                                         | Regie: Célestine Hennermann und Katharina Wiedenhofer | Cantatesaal in Frankfurt am Main          |
| 2019 | Tänzerin                                 | Rinaldo                                            | Regie: Ted Huffman                                    | Bockenheimer Depot Frankfurt am Main      |
| 2019 | Schauspielerin                           | Mercury Fur                                        | Regie: Linus König                                    | Landungsbrücken Frankfurt am Main         |
| 2019 | Choreografin                             | Das Fest                                           | Regie: Sarah Kortmann                                 | Stalburg Theater in Frankfurt am Main     |
| 2019 | Choreografin                             | Robinson und Crusoe                                | Regie: Sigi Herold                                    | Theaterhaus in Frankfurt am Main          |
| 2019 | Choreografin                             | Mädchen wie die                                    | Regie: Christina Schelhas                             | Theater Grüne Sosse in Frankfurt am Main  |
| 2020 | Choreografin                             | Till Eulenspiegel                                  | Regie: Sabine Fischmann                               | Kurtheater Bad Homburg                    |
| 2020 | Choreografin                             | Subutex                                            | Regie: Katja Lehmann                                  | Stahlburg in Frankfurt am Main            |
| 2021 | Choreografin                             | Amahl und die nächtlichen Besucher                 | Regie: Thomas Wiedenhofer                             | Paulskirche in Tartu, Estland             |
| 2021 | Tänzerin                                 | Angsthasen                                         | Regie: Célestine Hennermann                           | Volksbühne Frankfurt am Main              |
| 2021 | Tänzerin                                 | Gänsehaut und Espenlaub                            | Regie: Célestine Hennermann                           | Volksbühne Frankfurt am Main              |
| 2021 | Choreografin                             | Nora                                               | Regie: Sarah Kortmann                                 | Landungsbrücken Frankfurt am Main         |
| 2021 | Choreografin                             | Gier                                               | Regie: Sarah Kortmann                                 | Landungsbrücken Frankfurt am Main         |
| 2021 | Tänzerin                                 | Follow Lucky                                       | Èric Trottier                                         | Stromwerk in Mannheim                     |
| 2021 | Tänzerin                                 | Thinking Views                                     | Èric Trottier                                         | Eintanzhaus in Mannheim                   |
| 2021 | Choreografin                             | Supergrrrls Teil 2                                 | Regie: Ute Bansemir                                   | Titania Theater in Frankfurt am Main      |
| 2022 | Regisseurin und Choregrafin              | Die große Wörterfabrik                             | Katharina Wiedenhofer                                 | Theater Überzwerg in Saarbrücken          |
| 2023 | Choreografin                             | Nils Holgersson                                    | Regie: Sabine Fischmann                               | Kurtheater Bad Homburg                    |
| 2023 | Regisseurin und Choregrafin              | Geheimlich                                         | Katharina Wiedenhofer                                 | Theaterhaus Frankfurt                     |
| 2023 | Tänzerin                                 | Opening LAB                                        | Èric Trottier                                         | LAB Mannheim                              |
| 2024 | Choreografin                             | Die Banditen                                       | Katharina Thoma                                       | Oper Frankfurt                            |
| 2024 | Tänzerin                                 | Brot                                               | Regie: Célestine Hennermann                           | Theaterhaus Frankfurt                     |
| 2024 | Tänzerin                                 | Frankfurt Liest                                    | Gregor Praml, Katharina Bach                          | Romanfabrik in Frankfurt am Main          |
| 2024 | Tänzerin                                 | Face to Face                                       | Marie Luise Thiele                                    | Theaterhaus Frankfurt                     |
| 2025 | Choreografin                             | Emil und die Detektive                             | Regie: Sabine Fischmann                               | Kurtheater Bad Homburg                    |
| 2025 | Choreografin                             | Parsifal                                           | Brigitte Fassbaender                                  | Oper Frankfurt                            |
| 2025 | Tänzerin und Choreografische Mitarbeit   | Orlando                                            | Jean Renshaw                                          | Orangerieschloss, Potsdam (Pflanzenhalle) |

Anmerkung: Wiederaufnahmen, Gastspiele und Touren sind nicht mit aufgeführt

## Massage- und Bewegungstherapie
Neben ihrer künstlerischen Tätigkeit ist Wiedenhofer als Massage- und Bewegungstherapeutin aktiv. Seit zwei Jahren ist sie persönliche Massagetherapeutin der Dresden-Frankfurt Dance Company sowie der Tanzabteilung der Hochschule für Musik und Darstellenden Kunst.

## Auszeichnungen
- 2010: Stuttgarter Theaterpreis für die beste tänzerische Leistung[7]
- 2015: Karfunkel-Preis für miniMAX[8]
- 2018: Karfunkel-Preis für Zertrennt[9]
- 2022: Karfunkel-Preis für Hennermanns Horde[10]
- 2022: World Championship in Massage: Swedish Massage, Gold[11]